# Виссхер, Корнелис
Корнелис Виссхер (нидерл. Cornelis Visscher; 1629, Харлем — 16 января 1658, Харлем) — голландский рисовальщик и гравёр «Золотого века Нидерландов». Мастер репродукционной гравюры в технике резца и офорта. Представитель большого круга родственников и однофамильцев: голландских рисовальщиков, гравёров и типографов.

## Биография
Корнелис родился в 1629 году в Харлеме в семье потомственных гравёров. Он был старшим братом Ламберта Виссхера (1633 — ок. 1690) и Яна де Виссхера (ок. 1636, Харлем — между 1692 и 1712). Учился у голландского живописца и гравёра Питера Класа Соутмана.
По сведениям Арнольда Хоубракена, автора жизнеописаний «Великий театр нидерландских художников и художниц» (De Groote Schouburgh der Nederlantsche Konstschilders en Schilderessen, 1718—1721), Корнелис Виссхер был талантливым офортистом, создавшим знаменитые гравюры и обладавшим необычным талантом рисовать углем с живой модели, не имеющим себе равных.
Хоубракен также упомянул, что работы художника можно увидеть в коллекции Иеронимуса Тоннемана, главы голландской Ост-Индской компании и коллекционера произведений искусства в Амстердаме, у которого был большой художественный кабинет. Виссхер гравировал по живописным оригиналам известных художников Харлема, таких как Николас Берхем, Адриан ван Остаде, Питер ван Лар и Адриан Брауэр. Оригинальность его манеры заключается в сочетании приёмов работы офортной иглой («травлёным штрихом») и резцом, художник чередовал эти приёмы для получения желаемого эффекта.
Корнелис Виссхер выполнил серию гравированных портретов религиозных известных людей Амстердама и Харлема. В 1653 году он присоединился к харлемской Гильдии Святого Луки. Он оказал влияние на Дирка Хельмбрекера и Корнелиса Бегу. Его учеником был Ян Эльбертс Ритхорн.
Корнелис Виссхер создал около ста восьмидесяти гравюр, частью с собственных рисунков, частью по картинам Гвидо Рени, Питера Пауля Рубенса, Питера ван Лара, Николаса Берхема и других.
А. Хоубракен упоминал полного тёзку художника: Корнелиса де Виссхера из Гамбурга, популярного гравёра в Амстердаме. Этот другой Корнелис де Виссхер писал портреты, которые затем гравировали другие художники. Он был родом из Гауды и утонул в море в 1586 году на обратном пути из Гамбурга.
Фламандский поэт и политик Корнелис де Би, написавший свою книгу о художниках (Het Gulden Cabinet), упомянул ещё одного Корнелиса Виссхера, который на своих рисунках и гравюрах изображал рыбаков в море. Гравюры печатали в мастeрской знаменитых картографов Виссхер, начало которой положил Клас Янс Виссхер. Неизвестно, были ли все предыдущие Виссхеры родственниками амстердамской семьи картографов.

## Галерея

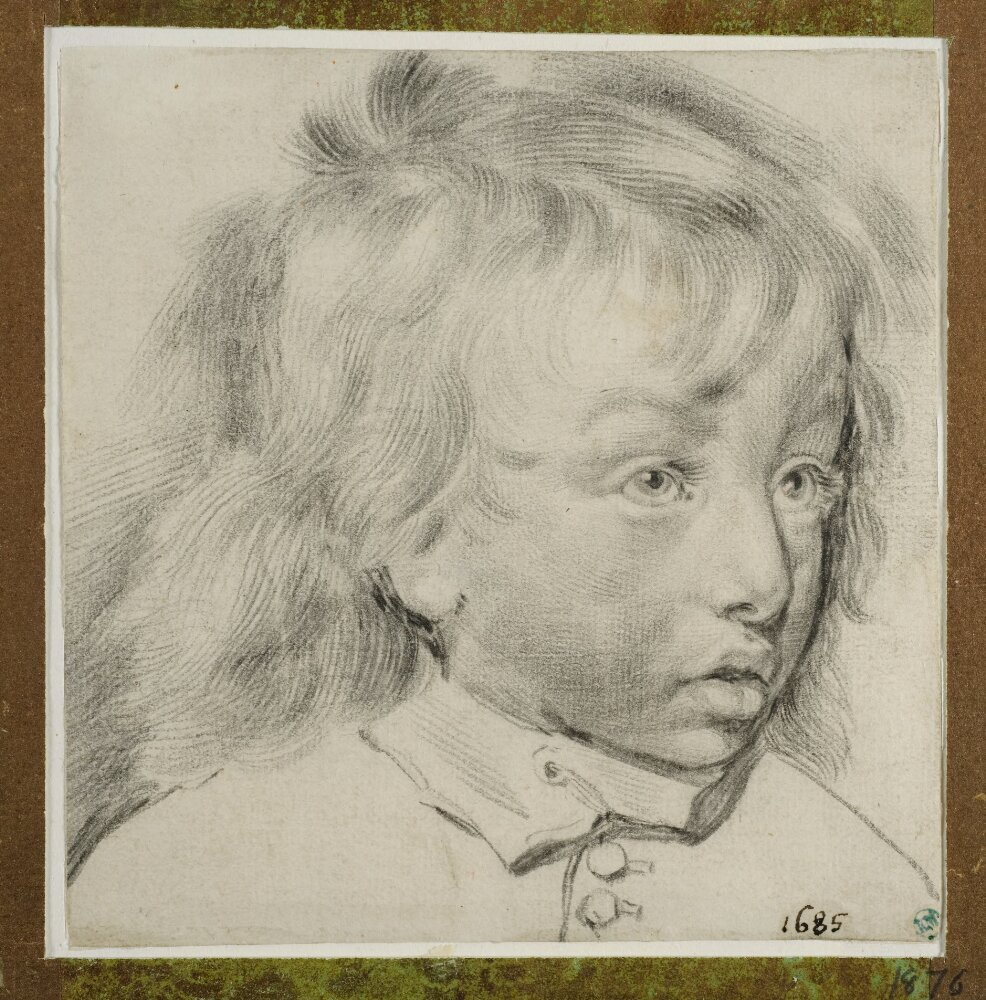
Голова мальчика. Бумага, итальянский карандаш. Национальный музей изобразительных искусств, Стокгольм
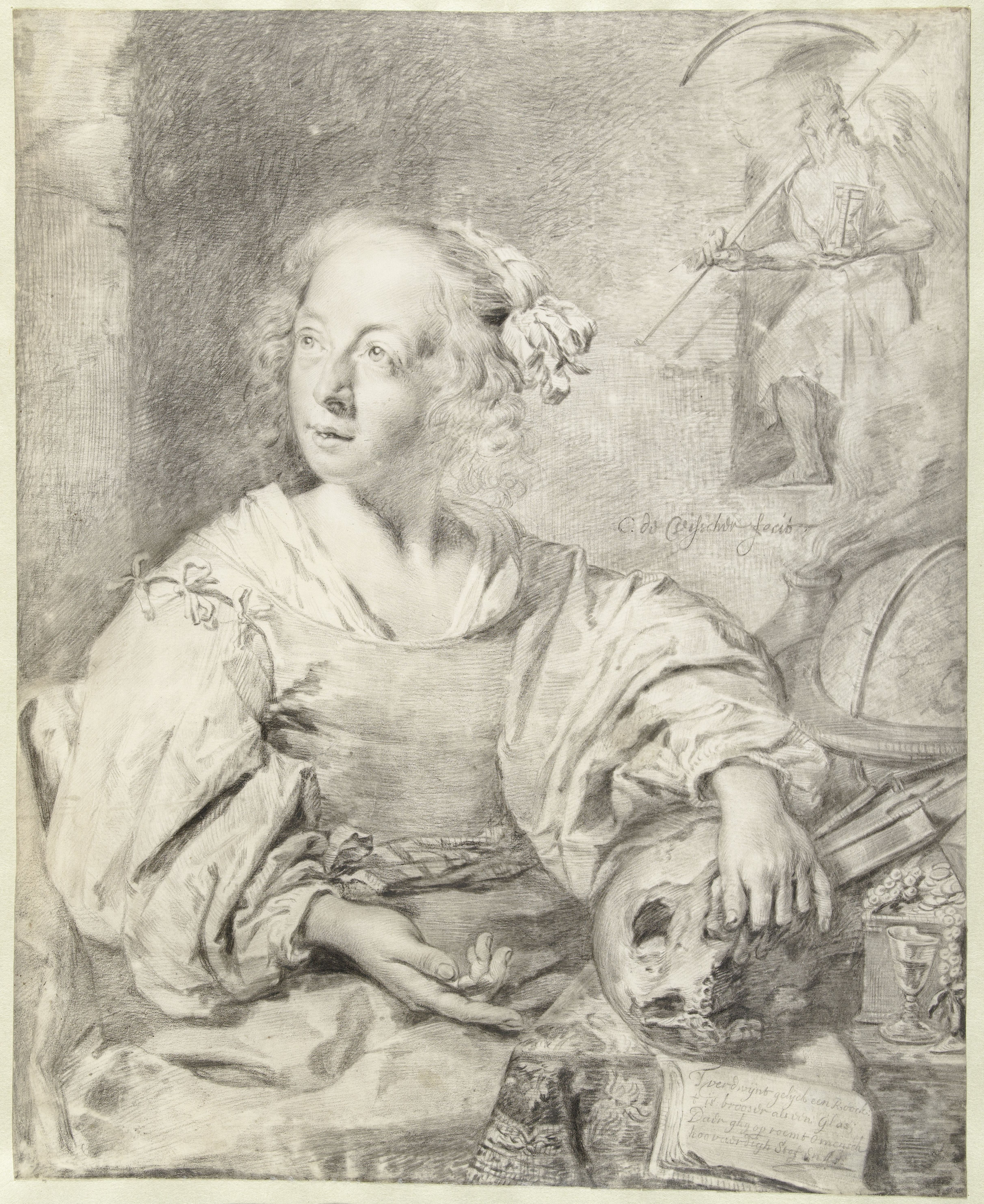
Аллегория быстротечности. Между 1654 и 1658. Пергамент, уголь. Рейксмюсеум, Амстердам
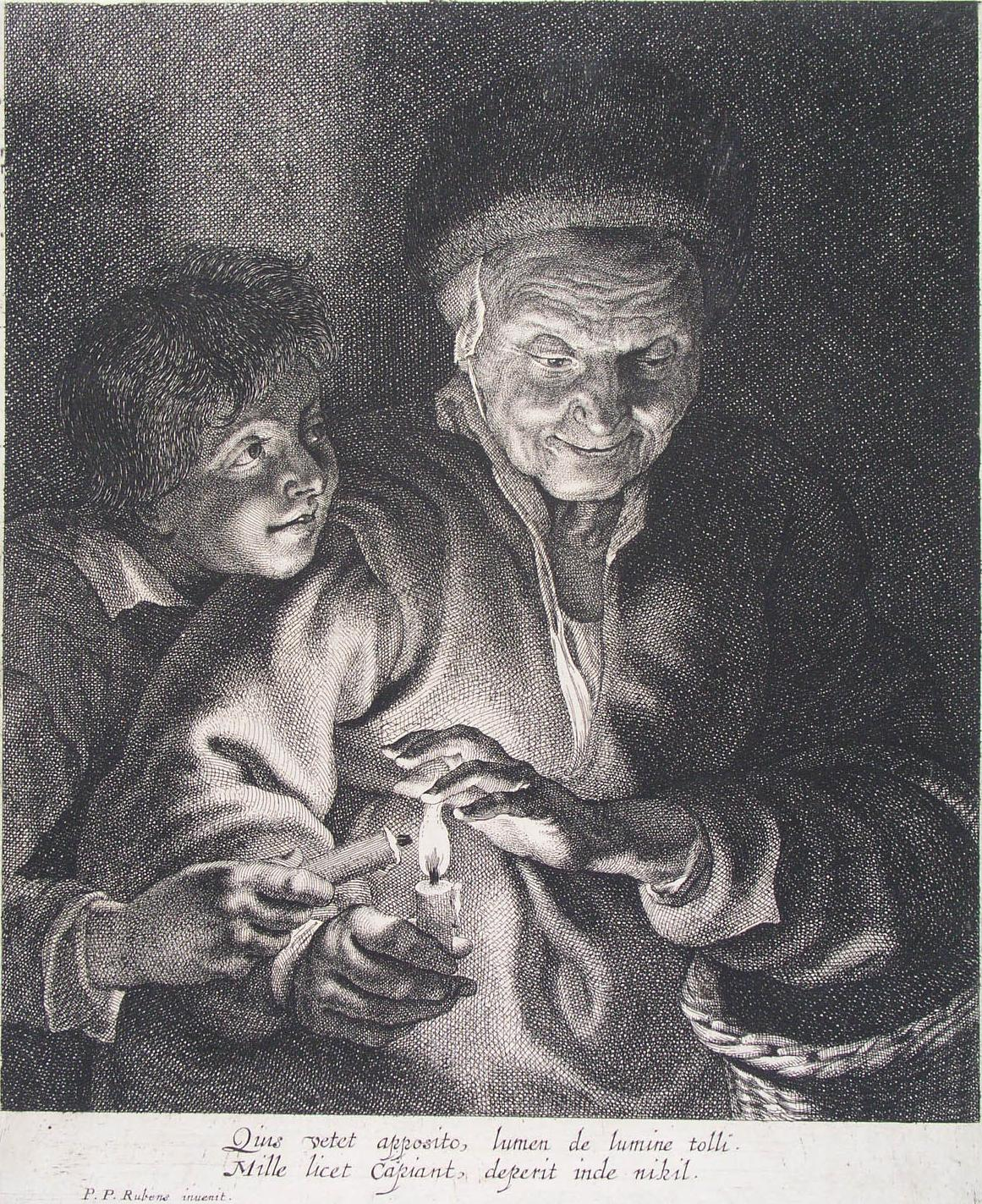
Женщина со свечой. По картине П. П. Рубенса. Между 1643 и 1658. Офорт. Музей Бойманса — ван Бёнингена, Роттердам
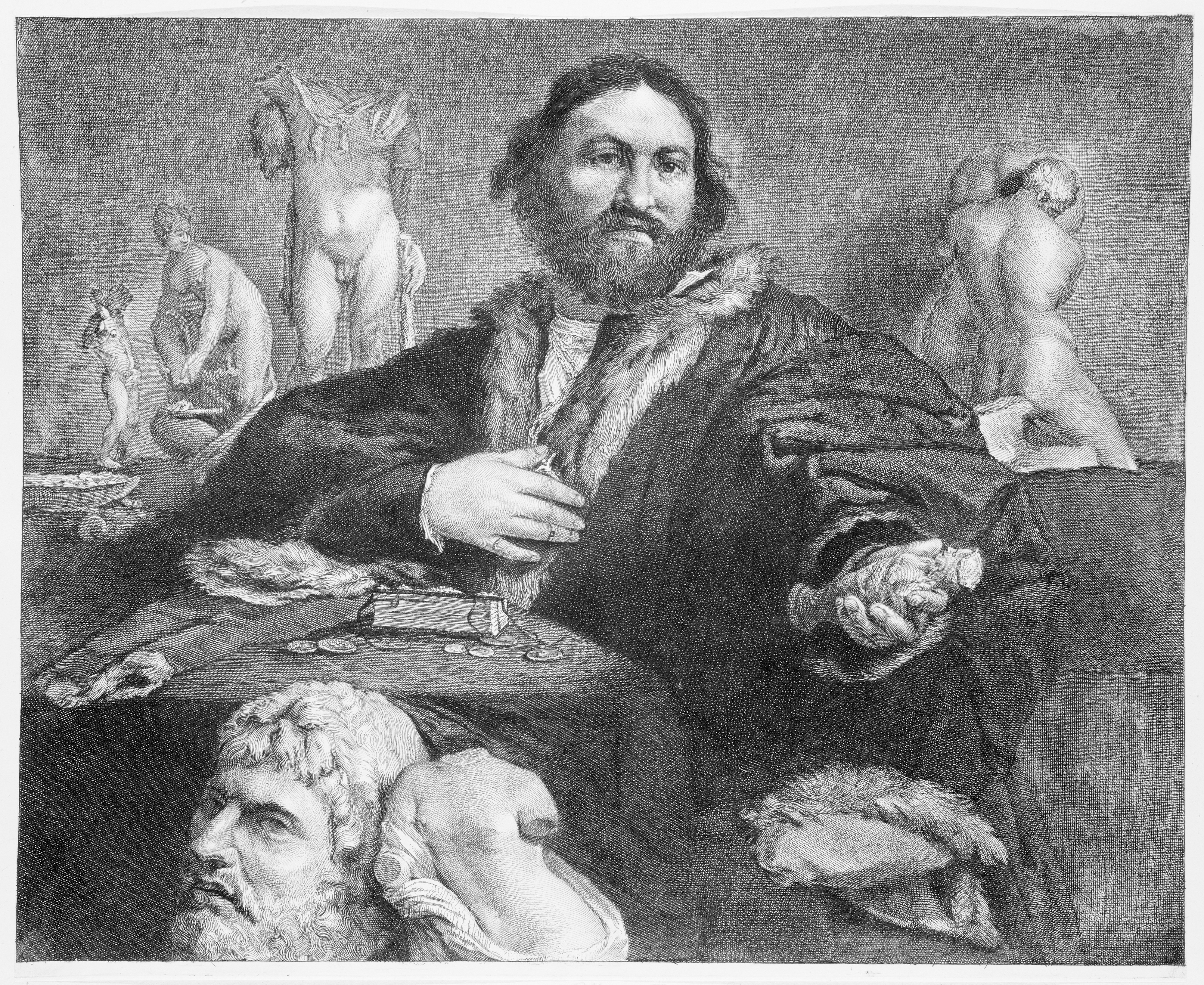
Портрет Андреа Одони. По картине Л. Лотто. Между 1640 и 1658. Офорт, резец. Метрополитен-музей, Нью-Йорк
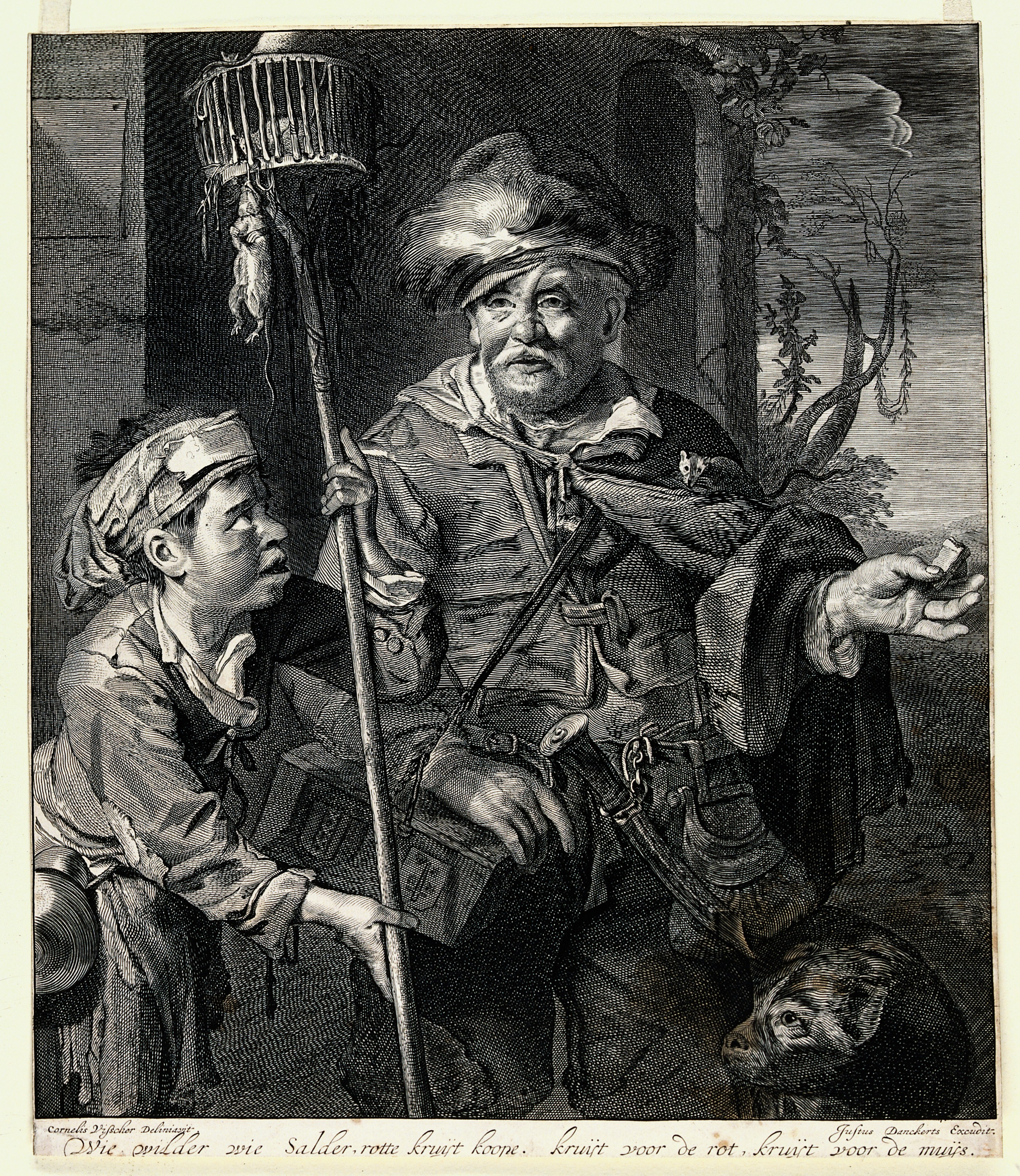
Крысолов в Харлеме, у которого по накидке бегает крыса. Офорт
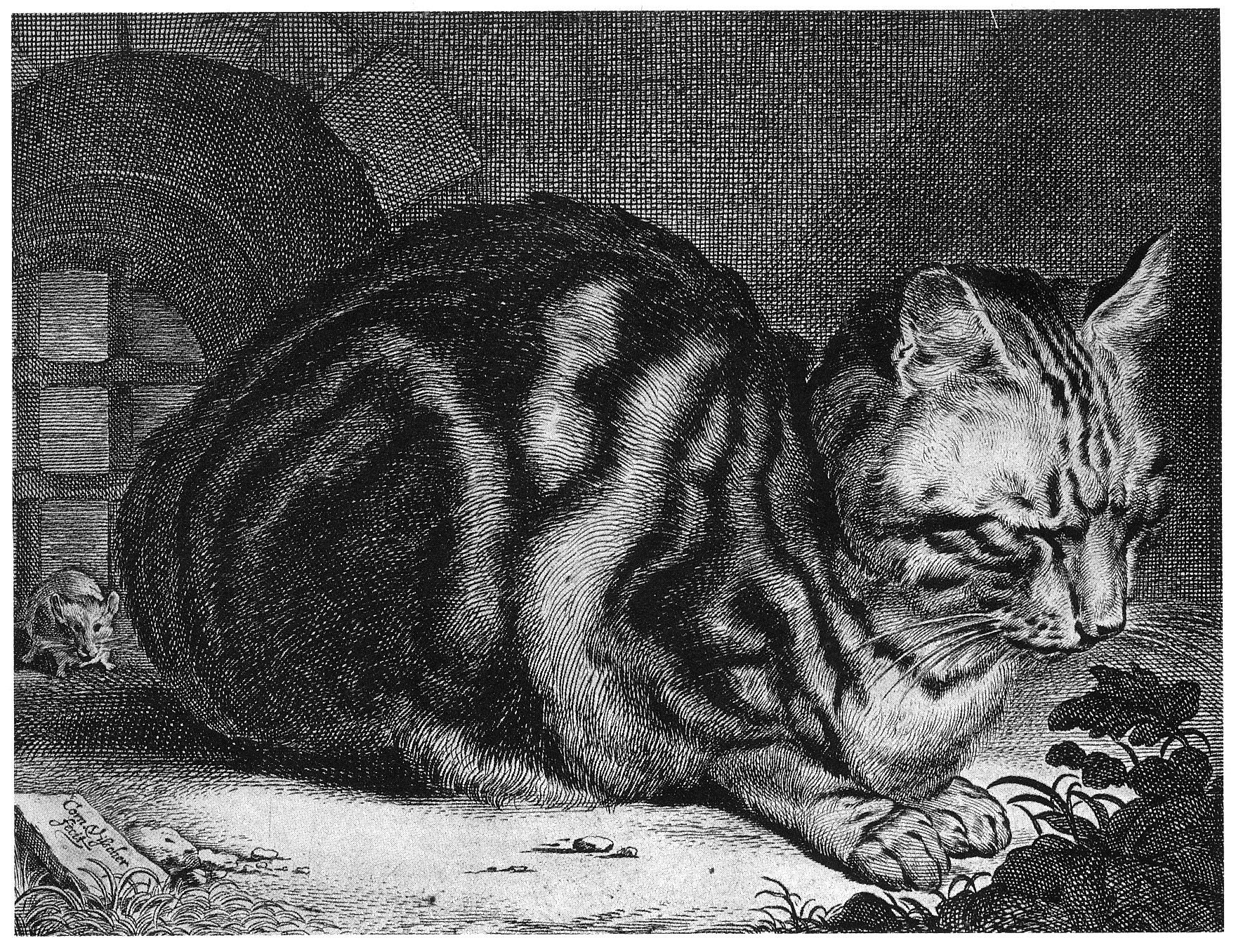
Спящий кот. 1657. Офорт, резец. Британский музей, Лондон
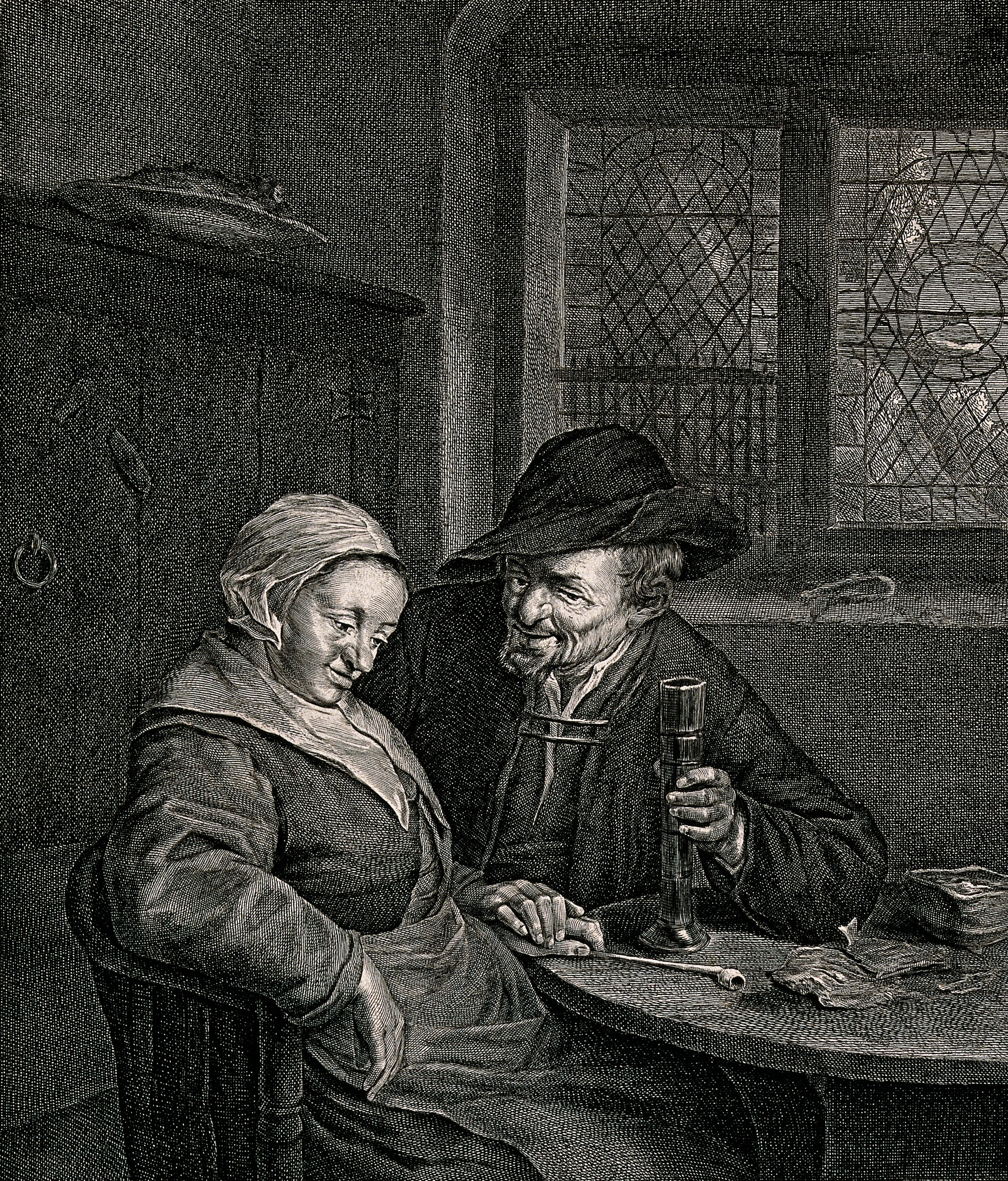
Пара, сидящая за столом. По картине А. ван Остаде. Офорт, резец
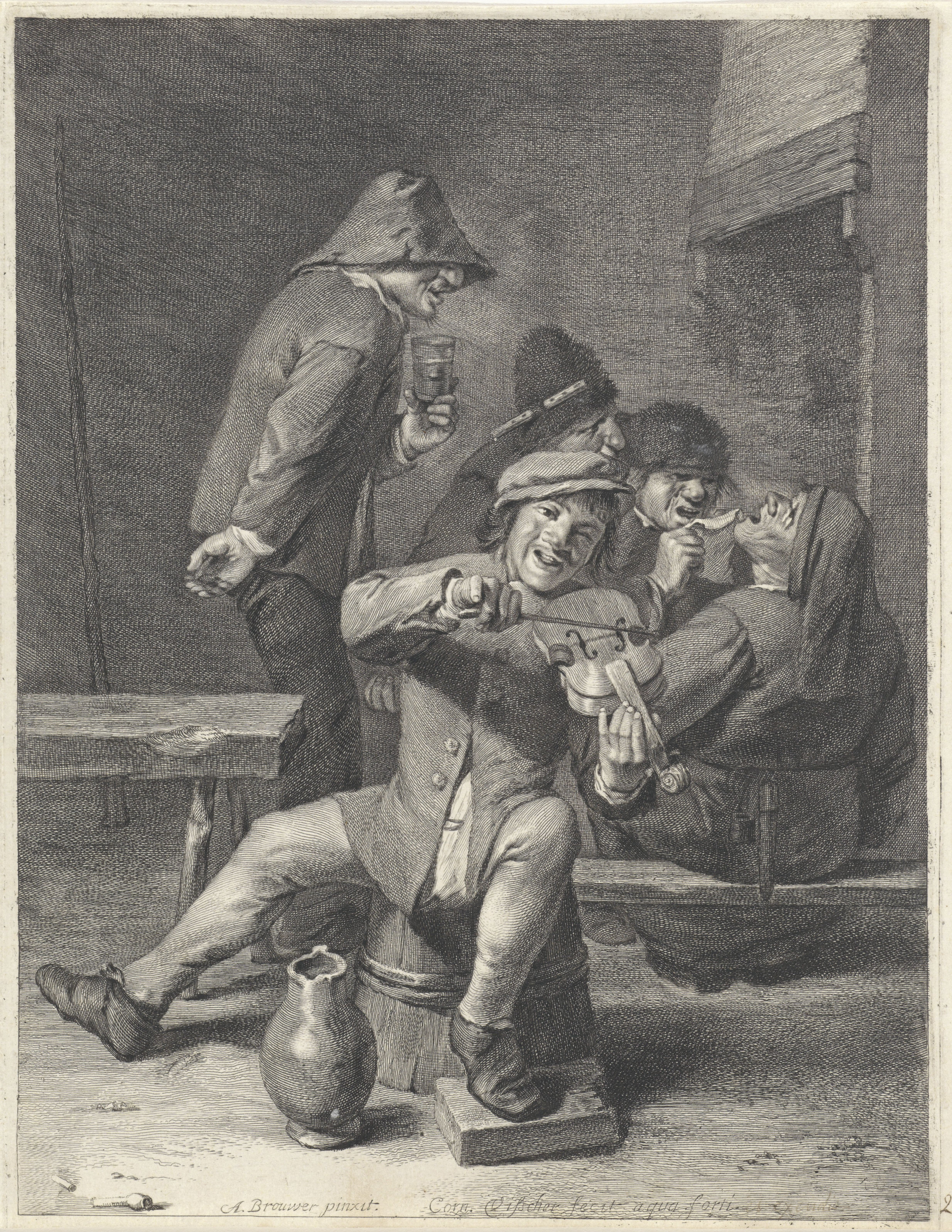
Слушание скрипача. По картине А. Брауэра. Между 1638 и 1658. Офорт. Рейксмюсеум, Амстердам